# The Social Dilemma

The Social Dilemma (Brasil: O Dilema das Redes; Portugal: O Dilema das Redes Sociais) é um docudrama estado-unidense dirigido por Jeff Orlowski e escrito por Orlowski, Davis Coombe e Vickie Curtis. Foi lançado pela Netflix, em 9 de setembro de 2020. O filme analisa o papel das redes sociais e os danos que elas causam à sociedade.

## Enredo
O foco do filme é explicitar a manipulação sofrida pelos usuários das redes sociais com o objetivo de propiciar ganhos financeiros às empresas. Para isso, as redes usam técnicas do capitalismo de vigilância e da mineração de dados. O filme discute como cada elemento do design das redes pretende nutrir o vício do usuário, o uso para influenciar a política, o impacto na saúde mental (incluindo a saúde mental de adolescentes e o aumento das taxas de suicídio entre eles) e seu papel na disseminação de teorias da conspiração e na ajuda a grupos como os terra-planistas e supremacistas brancos.
O filme conta com uma série de entrevistas ex-funcionários das principais redes sociais e professores acadêmicos. Como o ex-especialista em ética de design do Google e cofundador do Center for Humane Technology, Tristan Harris;  o cofundador do Center for Humane Technology Aza Raskin; o cofundador do Asana e co-criador do botão like do Facebook Justin Rosenstein; o professor da Universidade de Harvard Shoshana Zuboff; o ex-presidente do Pinterest Tim Kendall; a diretora de pesquisa de políticas da AI Now, Rashida Richardson; o diretor de pesquisa da Yonder Renee DiResta; a diretora do programa de bolsa de estudos da Universidade de Stanford, Anna Lembke; e o pioneiro da realidade virtual Jaron Lanier. As entrevistas são ilustradas por dramatizações protagonizadas por Skyler Gisondo, Kara Hayward e Vincent Kartheiser, que contam a história do vício de um adolescente nas redes sociais.
The Social Dilemma estreou no Festival de Cinema de Sundance de 2020 e foi lançado na Netflix em 9 de setembro de 2020.

## Elenco
- Tristan Harris, como ele mesmo
- Aza Raskin, como ele mesmo
- Justin Rosenstein, como ele mesmo
- Shoshana Zuboff, como ela mesma
- Jaron Lanier, como ele mesmo
- Tim Kendall, como ele mesmo
- Rashida Richardson, como ela mesma
- Renee DiResta, como ela mesma
- Anna Lembke, como ela mesma
- Skyler Gisondo, Ben
- Kara Hayward, Cassandra
- Vincent Kartheiser, I. A.
- Sophia Hammons, Isla
- Catalina Garayoa, Rebecca
- Barbara Gehring, mãe
- Chris Grundy, pai

## Recomendações
Durante os créditos finais, os entrevistados recomendam as seguintes contramedidas pra se proteger contra os problemas das redes sociais:
- Desligar ou reduzir o número de notificações que você recebe
- Desinstalar aplicativos de redes sociais e notícias que desperdiçam seu tempo
- Usar um buscador que não armazena o histórico de busca, como o Qwant
- Usar extensões de navegador que bloqueiem recomendações
- Checar fatos antes de compartilhar, curtir ou comentar
- Obter fontes de informação com perspectivas diferentes, incluindo as que você poderia discordar
- Não dê aparelhos celulares ou tablets para as crianças
- Nunca aceite recomendações de vídeos no Youtube, Facebook ou outros lugares
- Evite acessar qualquer material caça-cliques
- Mantenha aparelhos fora do quarto de dormir depois de uma certa hora
- Não permita uso de redes sociais até que as crianças atinjam o ensino médio